# Quintus Marcius Tremulus
Quintus Marcius Tremulus est un homme politique de la République romaine, de la famille des Marcii.
En 306 av. J.-C., il est consul avec Publius Cornelius Arvina. La deuxième guerre samnite se termine par une victoire romaine, et le Sénat romain doit décider du sort des prisonniers herniques qui ont combattu au côté des Samnites. La plupart des cités herniques déclarent alors la guerre à Rome. Tandis que Cornelius Arvina est envoyé contre les Samnites, Marcius Tremulus part combattre les Herniques, qu’il force rapidement et facilement à demander la paix. Le Sénat lui délègue les pleins pouvoirs pour recevoir leur capitulation, ainsi qu’un tribut à verser pour chacun de ses soldats de six mois de solde et d’une tunique. Marcius part ensuite dans le Samnium prêter main-forte à son collègue. Les Samnites tentent de s’opposer à leur jonction en affrontant séparément Marcius en bataille rangée, mais ils sont battus lorsque Cornelius Arvina rejoint le champ de bataille et les attaque de flanc. Cette dernière défaite contraint les Samnites à demander la paix. Marcius envoie leurs délégués à Rome et leur fait verser à chaque soldat romain trois mois de provisions en blé, un an de solde et une tunique. Tandis que Cornelius Arvina demeure en surveillance chez les Samnites, Marcius revient à Rome célébrer son triomphe sur les Herniques. Le Sénat lui décerne l’honneur d’ériger sa statue équestre sur le forum devant le temple de Castor.
En 288 av. J.-C., il est consul pour la seconde fois encore avec Publius Cornelius Arvina.